# Municipio de Thayer (Nebraska)
El municipio de Thayer (en inglés: Thayer Township) es un municipio ubicado en el condado de Thurston en el estado estadounidense de Nebraska. En el año 2010 tenía una población de 125 habitantes y una densidad poblacional de 2,02 personas por km².

## Geografía
El municipio de Thayer se encuentra ubicado en las coordenadas 42°7′58″N 96°47′13″O / 42.13278, -96.78694. Según la Oficina del Censo de los Estados Unidos, el municipio tiene una superficie total de 61.91 km², de la cual 61,78 km² corresponden a tierra firme y (0,21 %) 0,13 km² es agua.

## Demografía
Según el censo de 2010, había 125 personas residiendo en el municipio de Thayer. La densidad de población era de 2,02 hab./km². De los 125 habitantes, el municipio de Thayer estaba compuesto por el 97,6 % blancos, el 0,8 % eran de otras razas y el 1,6 % eran de una mezcla de razas. Del total de la población el 2,4 % eran hispanos o latinos de cualquier raza.